# Glansbladet hæg
Glansbladet hæg (Prunus serotina) er en stor busk eller et op til 15 meter højt træ, der i Danmark er hyppigt plantet i hegn og forvilder sig nemt. Det ligner alm. hæg, men bladene er blanke og hårløse på oversiden. Kronbladene er kun op til 4 mm lange. Planten kaldes også for Sildig Hæg og kan bl.a. anvendes til kryddersnaps.

## Beskrivelse
Glansbladet hæg er et mellemstort, løvfældende træ med en uregelmæssig, opstigende vækstform. Unge træer er brede og buskagtige. Barken har først en rødbrun lysside og en grøn skyggeside. Senere bliver den mørkt gråviolet, men snart skaller den af i smalle strimler. Gammel bark er rødbrun og furet. Knopperne er spredte, kegleformet og spids i grønne og brune farver.
Bladene er omvendt ægformede med grove tænder langs den bølgede rand. Oversiden er skinnende blank og mørkegrøn, mens undersiden er bleggrøn med hårklædning langs den inderste del af midterribben. Høstfarven er gul. Blomstringen foregår i maj, hvor de enkelte, hvide blomster er samlet i oprette stande. Frugterne er rødbrune stenfrugter, som modner (alt for) godt og spirer villigt.
Rodnettet er kraftigt og dybtgående. Frugterne er giftige og bitre. Planten betragtes som landskabsukrudt.
Højde x bredde og årlig tilvækst: 10 × 2,5 m (50 × 25 cm/år).

## Voksested
Træet hører hjemme i de blandede løvskove i det nordøstlige USA.
I området omkring Roosevelt i New Jersey i USA, findes arten i skove og som pionertræ sammen med bl.a. Konvalbusk, alm. robinie, alm. tulipantræ, amerikansk bøg, amerikansk knapbusk, amerikansk nældetræ, amerikansk platan, amerikansk vin, blyantene, brunfrugtet surbær, hvid ask, hvid hickory, klatrevildvin, koralsumak, pennsylvansk vokspors, rødløn, skovtupelotræ, sukkerbirk, sumpeg, sumprose, virginsk ambratræ, virginsk troldnød, virginsk vinterbær, weymouthfyr og østamerikansk hemlock

## Advarsel
Planten er under observation som landskabsukrudt. Naturstyrelsen advarer derfor imod, at man planter den i det åbne landskab.
| Portal | Portal:Botanik |